# 马尔堡-比登科普夫县
马尔堡-比登科普夫县（德語：Landkreis Marburg-Biedenkopf）是德国黑森州吉森行政区的一个县，首府马尔堡。

## 市鎮
- 阿默訥堡
- 比登科普夫
- 格拉登巴赫
- 基希海恩
- 馬爾堡
- 黑森州诺伊施塔特
- 勞申貝格
- 施塔特阿倫多夫
- 韦特